# Cidinho
Ne doit pas être confondu avec Cidinho et Doca.
Alcides de Souza Faria Júnior connu sous le nom de Cidinho, né le 28 janvier 1993 à Rio de Janeiro, est un footballeur brésilien, évoluant au poste de milieu de terrain.
Il fait partie de l'équipe du Brésil des moins de 23 ans lors des Jeux panaméricains de 2011.

## Biographie
Avec le club de Botafogo, il joue 28 matchs en première division brésilienne, inscrivant quatre buts. Il dispute également un match en Copa Libertadores et un autre en Copa Sudamericana.
Cidinho s'engage au sein du club français de l'AS Béziers en janvier 2017.